# National League Championship Series

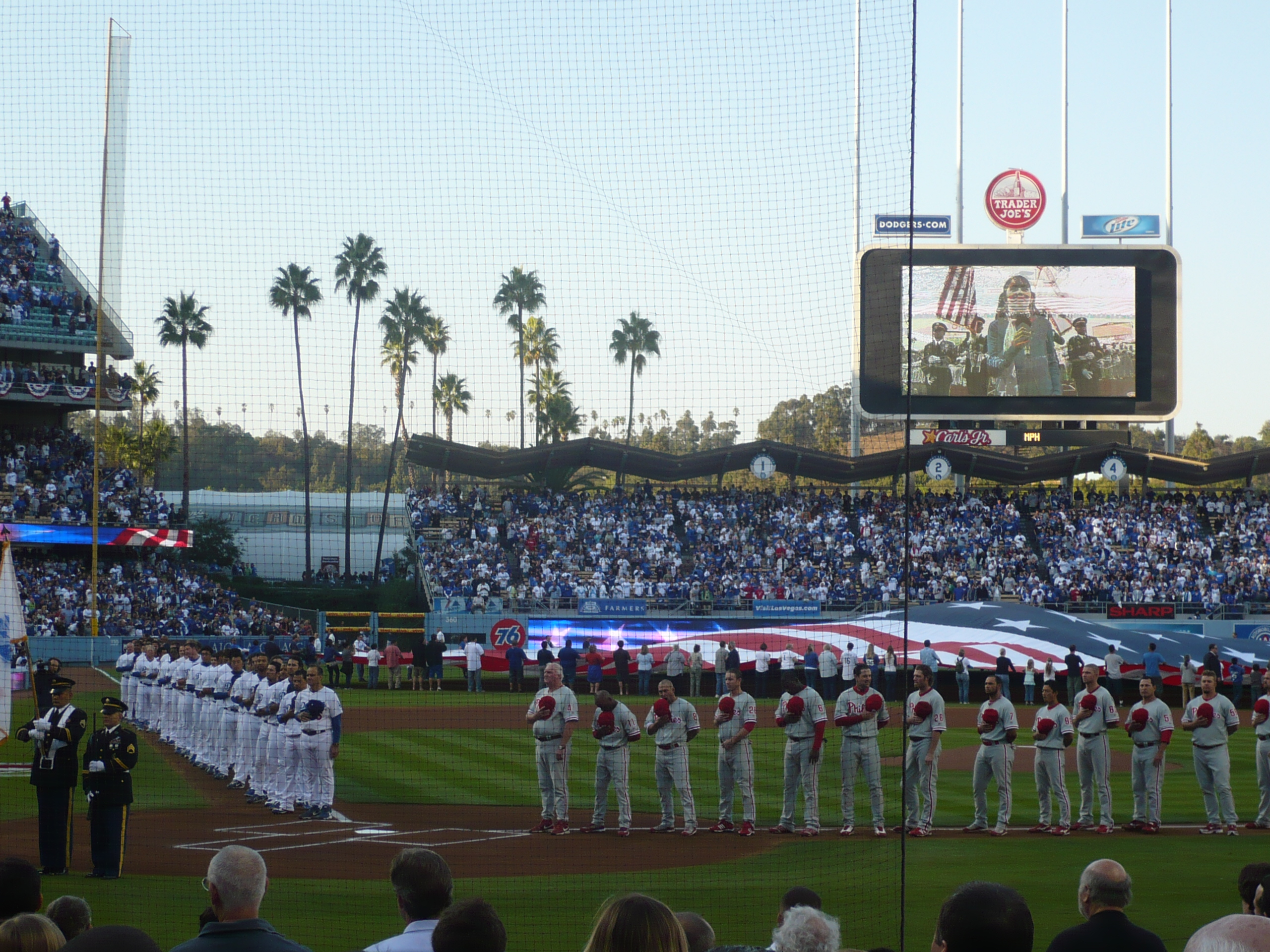
Los Angeles Dodgers und Philadelphia Phillies stehen vor einer US-amerikanischen Flagge während der Nationalhymne vor Spiel 3 der NLCS 2008 im Dodger Stadium

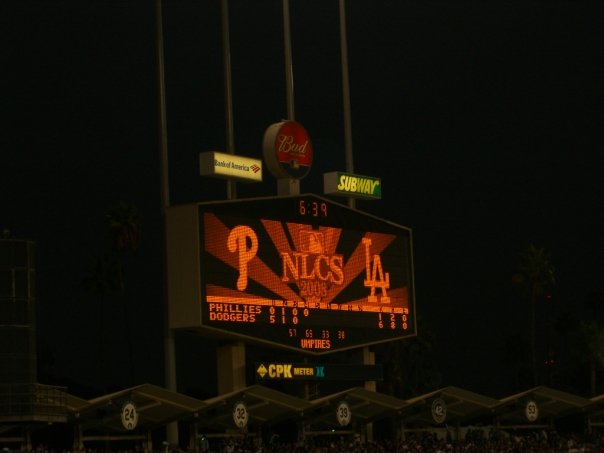
NLCS 2008 Spiel 3 zwischen Los Angeles Dodgers und den Philadelphia Phillies

Die National League Championship Series (NLCS) ist Teil der Play-offs in der Major League Baseball. In ihr spielen die beiden Sieger der National League Division Series um die Meisterschaft der National League und den Einzug in die World Series. Dort trifft der Sieger auf den Gewinner der American League Championship Series.

## Geschichte
Die National League Championship Series wurde 1969 ins Leben gerufen, nachdem die National League in zwei Divisionen, East und West, unterteilt wurde. Es handelte sich um einen Best-of-Five-Serie, deren Sieger in die World Series einzog. 1985 wurde die Serie zu einer Best-of-Seven erweitert. 1994 wurde die National League erneut umstrukturiert und in drei Divisionen aufgeteilt (East, Central, West). Seither werden die Teilnehmer der Championship Series in der vorangehenden National League Division Series ermittelt, an der die drei Divisionssieger sowie ein Wildcard-Team teilnehmen. 
Seit Ausdehnung der Series auf Best-of-Seven wird sie in einem 2-3-2-Format gespielt: Die Spiele 1, 2, 6 und 7 (soweit erforderlich) werden im Stadium desjenigen Teams gespielt, das den Heimvorteil (Home Field Advantage) hat; die übrigen Spiele im Stadion des Gegners. Die Series ist beendet, sobald ein Team vier Siege errungen hat. Seit 1995 erhält dasjenige Team den Home Field Advantage, das in der regulären Saison  die meisten Spiele gewonnen hat. Sollte dies jedoch das Wildcard-Team sein, erhält das andere Team den Heimvorteil. Haben beide Teams die gleiche Zahl von Siegen, entscheidet der direkte Vergleich. Von 1969 bis 1993 wechselte der Home Field Advantage hingegen zwischen den beiden Divisionen.
Die Milwaukee Brewers sind das einzige Team der National League, das noch nie in der NLCS gespielt hat. Sie haben jedoch während ihrer Zeit in der American League (1969–1997) die American League Championship Series 1982 gewonnen.
Der Sieger der NLCS erhält die Warren C. Giles Trophy.

## Most Valuable Player Award
Seit 1977  wird dem besten Spieler der NLCS der Most Valuable Player Award verliehen. 

## Ergebnisse
| Jahr | Sieger                               | Verlierer                            | Siege- Niederlagen                   | Series MVP                                     |
| ---- | ------------------------------------ | ------------------------------------ | ------------------------------------ | ---------------------------------------------- |
| 1969 | New York Mets                        | Atlanta Braves                       | 3–0                                  |                                                |
| 1970 | Cincinnati Reds                      | Pittsburgh Pirates                   | 3–0                                  |                                                |
| 1971 | Pittsburgh Pirates                   | San Francisco Giants                 | 3-1                                  |                                                |
| 1972 | Cincinnati Reds                      | Pittsburgh Pirates                   | 3–2                                  |                                                |
| 1973 | New York Mets                        | Cincinnati Reds                      | 3–2                                  |                                                |
| 1974 | Los Angeles Dodgers                  | Pittsburgh Pirates                   | 3–1                                  |                                                |
| 1975 | Cincinnati Reds                      | Pittsburgh Pirates                   | 3–0                                  |                                                |
| 1976 | Cincinnati Reds                      | Philadelphia Phillies                | 3–0                                  |                                                |
| 1977 | Los Angeles Dodgers                  | Philadelphia Phillies                | 3–1                                  | Dusty Baker, Los Angeles                       |
| 1978 | Los Angeles Dodgers                  | Philadelphia Phillies                | 3–1                                  | Steve Garvey, Los Angeles                      |
| 1979 | Pittsburgh Pirates                   | Cincinnati Reds                      | 3–1                                  | Willie Stargell, Pittsburgh                    |
| 1980 | Philadelphia Phillies                | Houston Astros                       | 3–2                                  | Manny Trillo, Philadelphia                     |
| 1981 | Los Angeles Dodgers                  | Montreal Expos                       | 3–2                                  | Burt Hooton, Los Angeles                       |
| 1982 | St. Louis Cardinals                  | Atlanta Braves                       | 3–0                                  | Darrel Porter, St. Louis                       |
| 1983 | Philadelphia Phillies                | Los Angeles Dodgers                  | 3–1                                  | Gary Matthews, Philadelphia                    |
| 1984 | San Diego Padres                     | Chicago Cubs                         | 3–2                                  | Steve Garvey, San Diego                        |
| 1985 | St. Louis Cardinals                  | Los Angeles Dodgers                  | 4–2                                  | Ozzie Smith, St. Louis                         |
| 1986 | New York Mets                        | Houston Astros                       | 4–2                                  | Mike Scott, Houston                            |
| 1987 | St. Louis Cardinals                  | San Francisco Giants                 | 4–3                                  | Jeffrey Leonard, San Francisco                 |
| 1988 | Los Angeles Dodgers                  | New York Mets                        | 4–3                                  | Orel Hershiser, Los Angeles                    |
| 1989 | San Francisco Giants                 | Chicago Cubs                         | 4–1                                  | Will Clark, San Francisco                      |
| 1990 | Cincinnati Reds                      | Pittsburgh Pirates                   | 4–2                                  | Rob Dibble, Cincinnati Randy Myers, Cincinnati |
| 1991 | Atlanta Braves                       | Pittsburgh Pirates                   | 4–3                                  | Steve Avery, Atlanta                           |
| 1992 | Atlanta Braves                       | Pittsburgh Pirates                   | 4–3                                  | John Smoltz, Atlanta                           |
| 1993 | Philadelphia Phillies                | Atlanta Braves                       | 4–2                                  | Curt Schilling, Philadelphia                   |
| 1994 | Keine NLCS wegen des Spielerstreiks. | Keine NLCS wegen des Spielerstreiks. | Keine NLCS wegen des Spielerstreiks. | Keine NLCS wegen des Spielerstreiks.           |
| 1995 | Atlanta Braves                       | Cincinnati Reds                      | 4–0                                  | Mike Devereaux, Atlanta                        |
| 1996 | Atlanta Braves                       | Cincinnati Reds                      | 4–3                                  | Javy López, Atlanta                            |
| 1997 | Florida Marlins(WC)                  | Atlanta Braves                       | 4–2                                  | Liván Hernández, Florida                       |
| 1998 | San Diego Padres                     | Atlanta Braves                       | 4–2                                  | Sterling Hitchcock, San Diego                  |
| 1999 | Atlanta Braves                       | New York Mets(WC)                    | 4–1                                  | Eddie Pérez, Atlanta                           |
| 2000 | New York Mets(WC)                    | St. Louis Cardinals                  | 4–1                                  | Mike Hampton, New York                         |
| 2001 | Arizona Diamondbacks                 | Atlanta Braves                       | 4–1                                  | Craig Counsell, Arizona                        |
| 2002 | San Francisco Giants(WC)             | St. Louis Cardinals                  | 4–1                                  | Benito Santiago, San Francisco                 |
| 2003 | Florida Marlins(WC)                  | Chicago Cubs                         | 4–3                                  | Iván Rodríguez, Florida                        |
| 2004 | St. Louis Cardinals                  | Houston Astros(WC)                   | 4–3                                  | Albert Pujols, St. Louis                       |
| 2005 | Houston Astros(WC)                   | St. Louis Cardinals                  | 4–2                                  | Roy Oswalt, Houston                            |
| 2006 | St. Louis Cardinals                  | New York Mets                        | 4–3                                  | Jeff Suppan, St. Louis                         |
| 2007 | Colorado Rockies(WC)                 | Arizona Diamondbacks                 | 4–0                                  | Matt Holiday, Colorado                         |
| 2008 | Philadelphia Phillies                | Los Angeles Dodgers                  | 4–1                                  | Cole Hamels, Philadelphia                      |
| 2009 | Philadelphia Phillies                | Los Angeles Dodgers                  | 4–2                                  | Ryan Howard, Philadelphia                      |
| 2010 | San Francisco Giants                 | Philadelphia Phillies                | 4–2                                  | Cody Ross, San Francisco                       |
| 2011 | St. Louis Cardinals                  | Milwaukee Brewers                    | 4–2                                  | David Freese, St. Louis                        |
| 2012 | San Francisco Giants                 | St. Louis Cardinals                  | 4–3                                  | Marco Scutaro, San Francisco                   |
| 2013 | St. Louis Cardinals                  | Los Angeles Dodgers                  | 4–2                                  | Michael Wacha, St. Louis                       |
| 2014 | San Francisco Giants                 | St. Louis Cardinals                  | 4–1                                  | Madison Bumgarner, San Francisco               |
| 2015 | New York Mets                        | Chicago Cubs(WC)                     | 4–0                                  | Daniel Murphy, New York                        |
| 2016 | Chicago Cubs                         | Los Angeles Dodgers                  | 4–2                                  | Javier Báez und Jon Lester, Chicago            |
| 2017 | Los Angeles Dodgers                  | Chicago Cubs                         | 4–1                                  | Justin Turner und Chris Taylor, Los Angeles    |
| 2018 | Los Angeles Dodgers                  | Milwaukee Brewers                    | 4–3                                  | Cody Bellinger, Los Angeles                    |
| 2019 | Washington Nationals(WC)             | St. Louis Cardinals                  | 4–0                                  | Howie Kendrick, Washington                     |
| 2020 | Los Angeles Dodgers                  | Atlanta Braves                       | 4–3                                  | Corey Seager, Los Angeles                      |
| 2021 | Atlanta Braves                       | Los Angeles Dodgers(WC)              | 4–2                                  | Eddie Rosario, Atlanta                         |
| 2022 | Philadelphia Phillies(WC)            | San Diego Padres(WC)                 | 4–1                                  | Bryce Harper, Philadelphia                     |
| 2023 | Arizona Diamondbacks(WC)             | Philadelphia Phillies(WC)            | 4–3                                  | Ketel Marte, Arizona                           |
| 2024 | Los Angeles Dodgers                  | New York Mets(WC)                    | 4–2                                  | Tommy Edman, Los Angeles                       |

(WC) = Wildcard-Team (seit 1995)